# AKB48의 그룹 구성
AKB48의 그룹 구성에서는 일본의 여성 아이돌 그룹 AKB48의 그룹 구성과 그 추이를 다룬다.

## 현 구성원
- 〈조각〉 란의 1은 2009년 8월 23일의 〈요미우리 신문 창간 135주년 기념 콘서트 ~AKB104 선발 멤버 조각 축제~〉에서 발표된 셔플 이전의 소속팀을 의미한다. 단, 전 팀A의 키쿠치 아야카는 구 3기생으로서, 팀B의 오프닝 멤버이지만, 일신상의 이유로 일시 사퇴한 후 다시 오디션을 치러서 7기생으로서 재적하고 있으며, 7기생으로서는 1차 조각 이전에 팀B가 아니었으므로, 1차 조각 란에는 〈해당사항 없음〉으로 표기한다. 이후, 2011년 6월 6일에는 연구생 소속 미정 멤버에 의한 팀4의 결성이 발표됐다.  또, 2012년 3월의 SKE48의 마츠이 쥬리나와 NMB48의 와타나베 미유키의 AKB48와의 겸임이 개시되었다.

- 〈조각〉 란의 2는 2012년 8월 24일의 〈AKB48 in TOKYO DOME ~1830m의 꿈~〉에서 발표된 그랜드 셔플 이전의 소속팀을 의미한다. 마츠이 쥬리나와 와타나베 미유키는 2차 조각 이전에도 각각 AKB48 팀K, 팀B에 소속되어 있었지만, 이들의 원소속팀은 각각 SKE48 팀S, NMB48 팀N이므로, 2차 조각 란에 소속팀을 표기하지 않고 〈해당사항 없음〉으로 표기한다. 이후, 2013년 8월 24일의 〈AKB48 2013 한여름의 돔 투어 ~아직도, 하지 않으면 안되는 것이있다~〉 3일째 공연에서 먼저 승격한 오오시마 료카(당시 팀A 배속)를 제외하고 당시 연구생이던 13기생 9명과 14기생 전원 및 연구생으로 강등했던 1기생인 미네기시 미나미 등 16명의 승격이 발표되면서 그 소속 업체로서 팀4가 재결성되었다. 캡틴은 미네기시가 취임.

- 〈조각〉 란의 3은 2014년 2월 24일의 〈AKB48 그룹 대조각 축제 ~시대는 바뀐다. 하지만 우리는 전밖에 맞네!~〉에서 국내 48 그룹을 중심으로 한 새로운 체제가 발표되었다. 이 팀 체제에서 부캡틴 제도를 도입하거나 처음 48 그룹 이외의 멤버가 AKB48과 겸임하는 것이 발표되었다.

- 〈조각〉 란의 4는 2015년 3월 26일의 〈AKB48 봄의 단독 콘서트 ~차기 총감독 아직 수행 중!~〉에서 겸임 멤버의 인선 개편에 의한 자매 그룹을 포함한 겸임 대량 해소, 각 팀 간부 교체 등을 포함한 재편성이 발표되었다. 신 팀으로서의 활동은 5월 9일의 〈제2회 AKB48 대운동회〉에서 시작했지만 극장 공연에서 새로운 체제 이행은 스케줄에서 크게 늦어지면서 5월 29일의 팀A 공연으로 자매 그룹을 포함한 겸임 해소 작업을 겨우 마친 상황이었다. 구 팀 흥행 최종일의 일정은 5월 28일 시점에 있어서도 정해지지 않았다. 이 날 시점에서의 상황은 이하대로.

- 〈조각〉 란의 5는 2017년 12월 8일의 〈AKB48 극장 12주년 기념 특별 공연〉에서 신 팀의 캡틴 및 멤버 발표. 16기 연구생에서 9명이 정규 멤버로 승격하고 연구생에 머물 멤버는 각각 팀 소속 연구생이다. 자매 그룹으로부터의 겸임 멤버는 모두 겸임해제, 팀8 멤버는 다른 팀과 겸임하게 된다. 2018년 1월 21일 실시의 〈제3회 AKB48 그룹 드래프트 회의〉에는 팀8 멤버를 포함한 명 팀이 신 팀체제에 참가.

- 〈조각〉 란의 6은 2021년 12월 8일의 〈AKB48 극장 16주년 기념 특별 공연〉에서 신 팀의 캡틴 및 멤버 발표. 4년 전과 마찬가지로 팀8 멤버는 다른 팀과 겸임하게 된다. 2023년 4월 30일의 〈AKB48 팀8 봄의 총결산 축제 9년간의 기적〉을 기해 팀8이 전원 활동 중단해 전 팀으로 흡수된다. 그리고 동년 4월 29일의 〈AKB48 봄 콘서트 2023 ~좋아!라고 외치자~〉에서 코로나19 사태로 8명 이하로 제한했던 극장 공연 출연 인원을 2023년 가을부터 16명으로 되돌리는 것과 아울러 팀제와 캡틴제를 중단하고 정규 멤버와 연구생 구분만 하는 신체제로 이행한다고 발표되었다. 2024년 3월 17일, 요코하마 피아 아레나 MM에서 행해진 「AKB48 봄 콘서트 2024 in 피아 아레나 MM 낮의 부 ~미래가 눈에 시리다~」를 개최해, AKB48의 멤버 중 3명인 교텐 유리나, 쿠로스 하루카, 야마네 스즈하가 KLP48의 1기생으로 이적하는 것이 발표되었다.

- 〈총선거〉 란은 지금까지 치러졌던 총선거에서의 순위를 나타낸다. 〈어두운 공란〉은 그 총선거가 치러졌을 당시 AKB48 소속이 아니었음을 의미하고, 〈밝은 공란〉은 그 해의 선발 총선거에 출마하였지만 권외이기 때문에 그 순위가 공표되지 않았음을 의미한다. 다만 연구생 멤버 에구치 아이미는 비록 AKB48 공식 프로필 상 12.5기 연구생으로 소속된 것으로 설정되어 있으나, 모 아이스크림 CM을 위해 정규 멤버들의 눈코입을 합성해서 만든 컴퓨터 그래픽 상의 가상의 인물이므로, 〈총선거〉란과 〈선발〉 횟수 란은 모두 〈해당사항 없음〉으로 표기한다.

- 선발횟수는 첫 싱글부터 60번째 싱글까지의 기준이다.
- AKB48 총캡틴:쿠라노오 나루미

### 정규 멤버
| 이름              | 일본어 표기 | 생년월일               | 가입기       | 승격일          | 소속 사무소 | 조각 | 조각 | 조각 | 조각 | 조각 | 조각 | 조각 | 비고                         | 총선거 | 총선거 | 총선거 | 총선거 | 총선거 | 총선거 | 총선거 | 총선거 | 총선거 | 총선거 | 선발 |
| 이름              | 일본어 표기 | 생년월일               | 가입기       | 승격일          | 소속 사무소 | 1    | 2    | 3    | 4    | 5    | 6    | 7    | 비고                         | 1      | 2      | 3      | 4      | 5      | 6      | 7      | 8      | 9      | 10     | 선발 |
| ----------------- | ----------- | ---------------------- | ------------ | --------------- | ----------- | ---- | ---- | ---- | ---- | ---- | ---- | ---- | ---------------------------- | ------ | ------ | ------ | ------ | ------ | ------ | ------ | ------ | ------ | ------ | ---- |
| 이와타테 사호     | 岩立沙穂    | 1994년 10월 4일(30세)  | 13기         | 2013년 8월 24일 | TRUSTAR     |      |      | 4    | 4    | 4    | B    | A    | 최연장자                     |        |        |        |        |        | 66     |        | 51     | 42     | 22     | -    |
| 후쿠오카 세이나   | 福岡聖菜    | 2000년 8월 1일(24세)   | 15기         | 2014년 2월 24일 | DH          |      |      |      |      |      | B    | A    | -                            |        |        |        |        |        |        |        | 97     | 32     | 31     | 3    |
| 무카이치 미온     | 向井地美音  | 1998년 1월 29일(27세)  | 15기         | 2014년 2월 24일 | Mama & Son  |      |      |      | 4    | K    | A    | A    | -                            |        |        |        |        |        |        | 44     | 13     | 17     | 13     | 19   |
| 오구리 유이       | 小栗有以    | 2001년 12월 26일(23세) | -            | -               | 제스트      |      |      | 8    | 8    | 8    | 8    | B    | -                            |        |        |        |        |        |        |        |        | 51     | 25     | 13   |
| 쿠라노오 나루미   | 倉野尾成美  | 2000년 11월 8일(24세)  | -            | -               | DH          |      |      | 8    | 8    | 8    | 8    | 4    | AKB48 그룹 4대 총감독        |        |        |        |        |        |        |        | 34     | 30     | 49     | 6    |
| 사카가와 히유카   | 坂川陽香    | 2006년 10월 7일(18세)  | -            | -               | DH          |      |      |      |      | 8    | 8    | 4    | 최연소                       |        |        |        |        |        |        |        |        |        |        | -    |
| 시타오 미우       | 下尾みう    | 2001년 4월 3일(24세)   | -            | -               | Superball   |      |      | 8    | 8    | 8    | 8    | 4    | -                            |        |        |        |        |        |        |        |        |        |        | 5    |
| 다카하시 아야네   | 髙橋彩音    | 1997년 12월 30일(27세) | -            | -               | 엘리게이터  |      |      | 8    | 8    | 8    | 8    | K    | -                            |        |        |        |        |        |        |        |        |        |        | -    |
| 토쿠나가 레미     | 徳永羚海    | 2006년 10월 1일(18세)  | -            | -               | DH          |      |      |      |      | 8    | 8    | B    | -                            |        |        |        |        |        |        |        |        |        |        | -    |
| 나가노 세리카     | 永野芹佳    | 2001년 3월 27일(24세)  | -            | -               | TRUSTAR     |      |      | 8    | 8    | 8    | 8    | A    | -                            |        |        |        |        |        |        |        |        | 67     | 104    | -    |
| 하시모토 하루나   | 橋本陽菜    | 2000년 5월 25일(25세)  | -            | -               | DH          |      |      | 8    | 8    | 8    | 8    | B    | -                            |        |        |        |        |        |        |        |        |        | 109    | -    |
| 치바 에리이       | 千葉恵里    | 2003년 10월 27일(21세) | 드래프트 2기 | 2017년 9월 27일 | 充s         |      |      |      |      | 4    | A    | A    | -                            |        |        |        |        |        |        |        |        |        |        | 3    |
| 스즈키 쿠루미     | 鈴木くるみ  | 2004년 9월 2일(20세)   | 16기         | 2018년 4월 2일  | DH          |      |      |      |      |      | A    | B    | -                            |        |        |        |        |        |        |        |        |        |        | -    |
| 타구치 마나카     | 田口愛佳    | 2003년 12월 12일(21세) | 16기         | 2018년 4월 2일  | DH          |      |      |      |      |      | A    | K    | -                            |        |        |        |        |        |        |        |        |        |        | 1    |
| 나가토모 아야미   | 長友彩海    | 2000년 11월 2일(24세)  | 16기         | 2018년 12월 8일 | DH          |      |      |      |      |      | K    | 4    | -                            |        |        |        |        |        |        |        |        |        |        | -    |
| 무토 오린         | 武藤小麟    | 2000년 7월 22일(24세)  | 16기         | 2018년 4월 2일  | DH          |      |      |      |      |      | K    | A    | 언니는 무토 토무             |        |        |        |        |        |        |        |        | 55     |        | -    |
| 야마우치 미즈키   | 山内瑞葵    | 2001년 9월 20일(23세)  | 16기         | 2018년 4월 2일  | DH          |      |      |      |      |      | 4    | K    | -                            |        |        |        |        |        |        |        |        |        |        | 7    |
| 오오모리 마호     | 大盛真歩    | 1999년 12월 5일(25세)  | 드래프트 3기 | 2018년 12월 8일 | DH          |      |      |      |      |      | B    | B    | -                            |        |        |        |        |        |        |        |        |        |        | 2    |
| 오오타 유키       | 太田有紀    | 2004년 3월 27일(21세)  | 17기         | 2024년 3월 17일 | DH          |      |      |      |      |      |      |      | -                            |        |        |        |        |        |        |        |        |        |        | -    |
| 사토 아이리       | 佐藤綺星    | 2004년 6월 24일(21세)  | 17기         | 2024년 3월 17일 | DH          |      |      |      |      |      |      |      | 언니는 사토 키아라 (전 15기) |        |        |        |        |        |        |        |        |        |        | 1    |
| 하시모토 에리코   | 橋本恵理子  | 2006년 4월 16일(19세)  | 17기         | 2024년 3월 17일 | DH          |      |      |      |      |      |      |      | -                            |        |        |        |        |        |        |        |        |        |        | -    |
| 하타케야마 노조미 | 畠山希美    | 2008년 1월 25일(17세)  | 17기         | 2024년 3월 17일 | DH          |      |      |      |      |      |      |      | -                            |        |        |        |        |        |        |        |        |        |        | -    |
| 히라타 유키       | 平田侑希    | 2002년 9월 3일(22세)   | 17기         | 2024년 3월 17일 | DH          |      |      |      |      |      |      |      | -                            |        |        |        |        |        |        |        |        |        |        | -    |
| 호테이 모카       | 布袋百椛    | 2004년 12월 1일(20세)  | 17기         | 2024년 3월 17일 | DH          |      |      |      |      |      |      |      | -                            |        |        |        |        |        |        |        |        |        |        | -    |
| 마사이 마유       | 正鋳真優    | 2005년 5월 1일(20세)   | 17기         | 2024년 3월 17일 | DH          |      |      |      |      |      |      |      | -                            |        |        |        |        |        |        |        |        |        |        | -    |
| 미즈시마 미유     | 水島美結    | 2006년 11월 12일(18세) | 17기         | 2024년 3월 17일 | DH          |      |      |      |      |      |      |      | -                            |        |        |        |        |        |        |        |        |        |        | -    |
| 야마사키 소라     | 山﨑空      | 2004년 5월 13일(21세)  | 17기         | 2024년 3월 17일 | DH          |      |      |      |      |      |      |      | -                            |        |        |        |        |        |        |        |        |        |        | -    |
| 아키야마 유나     | 秋山由奈    | 2005년 12월 12일(19세) | 18기         | 2025년 4월 2일  | DH          |      |      |      |      |      |      |      | -                            |        |        |        |        |        |        |        |        |        |        | -    |
| 아라이 사에       | 新井彩永    | 2005년 10월 5일(19세)  | 18기         | 2025년 4월 2일  | DH          |      |      |      |      |      |      |      | -                            |        |        |        |        |        |        |        |        |        |        | -    |
| 쿠도 카스미       | 工藤華純    | 2005년 6월 15일(20세)  | 18기         | 2025년 4월 2일  | DH          |      |      |      |      |      |      |      | -                            |        |        |        |        |        |        |        |        |        |        | -    |
| 쿠보 히나노       | 久保姫菜乃  | 2006년 2월 2일(19세)   | 18기         | 2025년 4월 2일  | DH          |      |      |      |      |      |      |      | -                            |        |        |        |        |        |        |        |        |        |        | -    |
| 사코 유메미       | 迫由芽実    | 2006년 2월 5일(19세)   | 18기         | 2025년 4월 2일  | DH          |      |      |      |      |      |      |      | -                            |        |        |        |        |        |        |        |        |        |        | -    |
| 나리타 코히나     | 成田香姫奈  | 2004년 3월 3일(21세)   | 18기         | 2025년 4월 2일  | DH          |      |      |      |      |      |      |      | -                            |        |        |        |        |        |        |        |        |        |        | -    |
| 야기 아즈키       | 八木愛月    | 2005년 3월 22일(20세)  | 18기         | 2025년 4월 2일  | DH          |      |      |      |      |      |      |      | -                            |        |        |        |        |        |        |        |        |        |        | -    |
| 야마구치 유이     | 山口結愛    | 2009년 3월 8일(16세)   | 18기         | 2025년 4월 2일  | DH          |      |      |      |      |      |      |      | 최연소                       |        |        |        |        |        |        |        |        |        |        | -    |

### 연구생
| 이름            | 일본어 표기 | 생년월일              | 가입일 | 소속 사무소 | 비고     | 총선거 | 선발 |
| 이름            | 일본어 표기 | 생년월일              | 가입일 | 소속 사무소 | 비고     | -      | 선발 |
| --------------- | ----------- | --------------------- | ------ | ----------- | -------- | ------ | ---- |
| 이토 모모카     | 伊藤萌花    | 2003년 12월 6일(21세) | 19기   | DH          | 최연장자 |        | -    |
| 오카모토 카이리 | 奥本カイリ  | 2007년 1월 27일(18세) | 19기   | DH          | -        |        | -    |
| 카와무라 유이   | 川村結衣    | 2006년 6월 18일(19세) | 19기   | DH          | -        |        | -    |
| 시라토리 사리   | 白鳥沙怜    | 2010년 9월 10일(14세) | 19기   | DH          | -        |        | -    |
| 하나다 메이     | 花田藍衣    | 2005년 6월 5일(20세)  | 19기   | DH          | -        |        | -    |
| 오오가 사키     | 大賀彩姫    | 2006년 5월 16일(19세) | 20기   | DH          | -        |        | -    |
| 콘도 사키       | 近藤沙樹    | 2012년 2월 23일(13세) | 20기   | DH          | 최연소   |        | -    |
| 마루야마 히나타 | 丸山ひなた  | 2008년 7월 11일(17세) | 20기   | DH          | -        |        | -    |

## 전 구성원

### 정규 구성원
| 이름              | 일본어 표기  | 가입기       | 졸업 일시        | 최종 소속 | 현 소속 사무소                       | 비고                                                       | 총선거 최고 순위 |
| ----------------- | ------------ | ------------ | ---------------- | --------- | ------------------------------------ | ---------------------------------------------------------- | ---------------- |
| 우사미 유키       | 宇佐美友紀   | 1기          | 2006년 3월 31일  | A         | 베스프                               | 개인활동중                                                 | -                |
| 우에무라 아야코   | 上村彩子     | 2기          | 2006년 6월 17일  | K         | 코벨                                 | 개인활동중                                                 | -                |
| 오리이 아유미     | 折井あゆみ   | 1기          | 2007년 1월 25일  | A         | 플레이브 엔터테인먼트                | 개인활동중                                                 | -                |
| 다카다 아야나     | 高田彩奈     | 2기          | 2007년 6월 22일  | K         | -                                    | 동생은 다카다 시오리 (전 SKE48 팀S)                        | -                |
| 이마이 유우       | 今井優       | 2기          | 2007년 6월 22일  | K         | -                                    | -                                                          | -                |
| 호시노 미치루     | 星野みちる   | 1기          | 2007년 6월 26일  | A         | VIVID SOUND                          | 개인활동중/현예명 : Michiru                                | -                |
| 와타나베 시호     | 渡邊志穂     | 1기          | 2007년 10월 2일  | B         | -                                    | 개인활동중/현예명 : 渡辺志穂                               | -                |
| 마스야마 가야노   | 増山加弥乃   | 1기          | 2007년 11월 30일 | A         | 스타더스트 프로모션                  | 개인활동중/현예명 : 나카무라 가야노 (中村加弥乃)           | -                |
| 이노우에 나루     | 井上奈瑠     | 3기          | 2008년 9월 29일  | B         | -                                    | -                                                          | -                |
| 오오에 토모미     | 大江朝美     | 1기          | 2008년 11월 23일 | A         | -                                    | -                                                          | -                |
| 코마타니 히토미   | 駒谷仁美     | 1기          | 2008년 11월 23일 | A         | 선 뮤직 브레인                       | 개인활동중                                                 | -                |
| 토지마 하나       | 戸島花       | 1기          | 2008년 11월 23일 | A         | 드레스코드                           | 개인활동중                                                 | -                |
| 나카니시 리나     | 中西里菜     | 1기          | 2008년 11월 23일 | A         | -                                    | 현예명 : やまぐちりこ 야마구치 리코[*]                     | -                |
| 나리타 리사       | 成田梨紗     | 1기          | 2008년 11월 23일 | A         | -                                    | -                                                          | -                |
| 노구치 레이나     | 野口玲菜     | 3기          | 2009년 2월 1일   | B         | -                                    | -                                                          | -                |
| 마츠오카 유키     | 松岡由紀     | 3기          | 2009년 2월 1일   | B         | -                                    | -                                                          | -                |
| 카와사키 노조미   | 川崎希       | 1기          | 2009년 2월 27일  | A         | 와타나베 엔터테인먼트                | 개인활동중                                                 | -                |
| 사오토메 미키     | 早乙女美樹   | 3기          | 2009년 4월 18일  | 연        | -                                    | -                                                          | -                |
| 오오시마 마이     | 大島麻衣     | 1기          | 2009년 4월 26일  | A         | 호리프로                             | 개인활동중                                                 | -                |
| 하야노 카오루     | 早野薫       | 2기          | 2009년 4월 26일  | K         | 피노                                 | 개인활동중/현예명 : 早乃香織                               | -                |
| 나루세 리사       | 成瀬理沙     | 4기          | 2009년 5월 24일  | K         | -                                    | -                                                          | -                |
| 사에키 미카       | 佐伯美香     | 4기          | 2009년 8월 23일  | B         | DH                                   | 현 DH 총무부 사원 겸 AKB48 스태프                          | -                |
| 오오호리 메구미   | 大堀恵       | 2기          | 2010년 2월 21일  | K         | 호리프로                             | 개인활동중                                                 | 24위             |
| 노로 카요         | 野呂佳代     | 2기          | 2010년 2월 21일  | K         | 오오타 프로덕션                      | 개인활동중                                                 | -                |
| 우라노 카즈미     | 浦野一美     | 1기          | 2010년 4월 16일  | B         | HIR                                  | 개인활동중                                                 | 17위             |
| 코하라 하루카     | 小原春香     | 5기          | 2010년 4월 16일  | B         | -                                    | -                                                          | -                |
| 사토 유카리       | 佐藤由加理   | 1기          | 2010년 5월 27일  | A         | -                                    | -                                                          | 15위             |
| 오노 에레나       | 小野恵令奈   | 2기          | 2010년 9월 27일  | K         | -                                    | -                                                          | 11위             |
| 오쿠 마나미       | 奥真奈美     | 2기          | 2011년 6월 19일  | B         | 플레이브 엔터테인먼트                | 개인활동중                                                 | -                |
| 모리 안나         | 森杏奈       | 9기          | 2011년 9월 2일   | 4         | 플레오                               | 개인활동중                                                 | -                |
| 히라지마 나츠미   | 平嶋夏海     | 1기          | 2012년 2월 5일   | B         | 원에이트 프로모션                    | 개인활동중                                                 | 26위             |
| 요네자와 루미     | 米沢瑠美     | 3기          | 2012년 2월 5일   | K         | -                                    | -                                                          | 22위             |
| 사시하라 리노     | 指原莉乃     | 5기          | 2012년 6월 17일  | A         | 오오타 프로덕션                      | 개인활동중                                                 | 4위              |
| 마에다 아츠코     | 前田敦子     | 1기          | 2012년 8월 27일  | A         | 오오타 프로덕션                      | 개인활동중                                                 | 1위              |
| 미츠무네 카오루   | 光宗薫       | 13기         | 2012년 10월 24일 | 승        | 플레이브 엔터테인먼트                | 개인활동중                                                 | -                |
| 오오타 아이카     | 多田愛佳     | 3기          | 2012년 10월 31일 | A         | 프로덕션 오기                        | 개인활동중                                                 | 20위             |
| 나카가와 하루카   | 仲川遥香     | 3기          | 2012년 10월 31일 | A         | Dentsu Indonesia                     | 개인활동중                                                 | 20위             |
| 사토 나츠키       | 佐藤夏希     | 2기          | 2012년 11월 30일 | A         | -                                    | Cee my Nail 오너                                           | -                |
| 마스다 유카       | 増田有華     | 2기          | 2012년 12월 17일 | K         | 플레이브 엔터테인먼트                | 개인활동중                                                 | 20위             |
| 나카야 사야카     | 仲谷明香     | 3기          | 2013년 3월 6일   | K         | 아뮬레토                             | 개인활동중                                                 | 36위             |
| 니토 모에노       | 仁藤萌乃     | 5기          | 2013년 4월 28일  | A         | 호리프로                             | 개인활동중                                                 | 29위             |
| 이시다 안나       | 石田安奈     | -            | 2013년 4월 28일  | B         | ANNA24                               | 개인활동중                                                 | 77위             |
| 카사이 토모미     | 河西智美     | 2기          | 2013년 5월 3일   | A         | 호리프로                             | 개인활동중                                                 | 10위             |
| 미야자와 사에     | 宮澤佐江     | 2기          | 2013년 6월 24일  | K         | 호리프로                             | 개인활동중                                                 | 9위              |
| 마츠바라 나츠미   | 松原夏海     | 2기          | 2013년 7월 7일   | K         | 원더 프로덕션                        | 개인활동중                                                 | 30위             |
| 나카츠카 토모미   | 中塚智実     | 5기          | 2013년 7월 7일   | A         | 드레스코드                           | 개인활동중                                                 | -                |
| 코모리 미카       | 小森美果     | 7기          | 2013년 7월 7일   | B         | -                                    | -                                                          | 30위             |
| 시노다 마리코     | 篠田麻里子   | 1.5기        | 2013년 7월 21일  | A         | 섬데이                               | 개인활동중                                                 | 3위              |
| 이타노 토모미     | 板野友美     | 1기          | 2013년 8월 27일  | K         | 호리프로                             | 개인활동중                                                 | 4위              |
| 아키모토 사야카   | 秋元才加     | 2기          | 2013년 8월 28일  | K         | 플레이브 엔터테인먼트                | 개인활동중                                                 | 12위             |
| 나카마타 시오리   | 仲俣汐里     | 10기         | 2013년 9월 23일  | A         | -                                    | -                                                          | -                |
| 사토 아미나       | 佐藤亜美菜   | 4기          | 2014년 1월 15일  | K         | 오오사와 사무소                      | 개인활동중                                                 | 8위              |
| 노나카 미사토     | 野中美郷     | 6기          | 2014년 4월 22일  | B         | -                                    | -                                                          | -                |
| 사토 스미레       | 佐藤すみれ   | 7기          | 2014년 4월 23일  | A         | -                                    | -                                                          | 31위             |
| 치카노 리나       | 近野莉菜     | 5기          | 2014년 4월 23일  | K         | -                                    | -                                                          | -                |
| 이치카와 미오리   | 市川美織     | 10기         | 2014년 4월 23일  | B         | 프로덕션 오기                        | 개인활동중                                                 | 39위             |
| 우메다 아야카     | 梅田彩佳     | 2기          | 2014년 4월 23일  | B         | TRUSTAR                              | 개인활동중                                                 | 16위             |
| 오오바 미나       | 大場美奈     | 9기          | 2014년 4월 23일  | B         | 재팬 뮤직 엔터테인먼트               | 개인활동중                                                 | 35위             |
| 후지에 레이나     | 藤江れいな   | 4기          | 2014년 4월 23일  | B         | 이토 컴퍼니                          | 개인활동중                                                 | 32위             |
| 야마우치 스즈란   | 山内鈴蘭     | 9기          | 2014년 4월 23일  | B         | 호리프로                             | 개인활동중                                                 | 36위             |
| 오오시마 유코     | 大島優子     | 2기          | 2014년 6월 9일   | K         | 오오타 프로덕션                      | 개인활동중                                                 | 1위              |
| 오쿠보라 치나츠   | 奥洞千捺     | -            | 2014년 6월 18일  | 8         | -                                    | -                                                          | -                |
| 츠카모토 마리코   | 塚本まり子   | -            | 2014년 9월 1일   | -         | -                                    | -                                                          | -                |
| 키쿠치 아야카     | 菊地あやか   | 7기          | 2014년 9월 23일  | A         | -                                    | 현재 MAQUIA 모델                                           | 51위             |
| 카타야마 하루카   | 片山陽加     | 3기          | 2014년 9월 29일  | A         | 어 빙                                | 개인활동중                                                 | 28위             |
| 다카시마 유리나   | 高島祐利奈   | 13기         | 2014년 12월 27일 | 4         | -                                    | -                                                          | -                |
| 모리와키 유이     | 森脇由衣     | -            | 2015년 1월 26일  | 8         | -                                    | -                                                          | -                |
| 이코마 리나       | 生駒里奈     | -            | 2015년 5월 14일  | B         | A.M.Entertainment                    | 개인활동중                                                 | 14위             |
| 코타니 리호       | 小谷里歩     | -            | 2015년 5월 28일  | 4         | Showtitle                            | 개인활동중/현예명 : 미아키 리호 (三秋里歩)                 | 61위             |
| 후루하타 나오     | 古畑奈和     | -            | 2015년 5월 29일  | A         | 제스트                               | 개인활동중                                                 | 55위             |
| 야구라 후코       | 矢倉楓子     | -            | 2015년 5월 29일  | A         | -                                    | -                                                          | 41위             |
| 모리카와 아야카   | 森川彩香     | 11기         | 2015년 5월 30일  | A         | 해리 HeaRTS 엔터테인먼트             | 개인활동중                                                 | -                |
| 스즈키 시호리     | 鈴木紫帆里   | 11기         | 2015년 5월 30일  | K         | -                                    | -                                                          | -                |
| 카와에이 리나     | 川栄李奈     | 11기         | 2015년 8월 4일   | A         | 에이벡스 뱅가드                      | 개인활동중                                                 | 16위             |
| 마츠이 사키코     | 松井咲子     | 7기          | 2015년 8월 9일   | A         | 섬데이                               | 개인활동중                                                 | 38위             |
| 하시모토 히카리   | 橋本耀       | 14기         | 2015년 8월 9일   | B         | 엠즈 엔터프라이즈                    | 개인활동중                                                 | -                |
| 코바야시 마리나   | 小林茉里奈   | 10기         | 2015년 8월 9일   | 4         | -                                    | -                                                          | -                |
| 츠치야스 미즈키   | 土保瑞希     | 15기         | 2015년 8월 9일   | 4         | -                                    | -                                                          | -                |
| 마에다 미츠키     | 前田美月     | 14기         | 2015년 8월 9일   | 4         | 오스카 프로모션                      | 개인활동중                                                 | -                |
| 쿠라모치 아스카   | 倉持明日香   | 4기          | 2015년 8월 17일  | B         | 와타나베 엔터테인먼트                | 개인활동중                                                 | 21위             |
| 키타하라 리에     | 北原里英     | 5기          | 2015년 8월 26일  | K         | 오오타 프로덕션                      | 개인활동중                                                 | 11위             |
| 우치다 마유미     | 内田眞由美   | 5기          | 2015년 10월 25일 | B         | 루나비온                             | 개인활동중                                                 | -                |
| 니시야마 레나     | 西山怜那     | 드래프트 1기 | 2015년 12월 23일 | A         | -                                    | -                                                          | -                |
| 마츠이 쥬리나     | 松井珠理奈   | -            | 2015년 12월 24일 | K         | -                                    | -                                                          | 1위              |
| 나토리 와카나     | 名取稚菜     | 11기         | 2016년 2월 14일  | 4         | -                                    | -                                                          | -                |
| 우치야마 나츠키   | 内山奈月     | 14기         | 2016년 2월 21일  | B         | -                                    | -                                                          | 39위             |
| 코바야시 카나     | 小林香菜     | 2기          | 2016년 3월 31일  | B         | 플래티넘 프로덕션                    | 개인활동중                                                 | 41위             |
| 이와사키 모에카   | 岩﨑萌花     | -            | 2016년 4월 3일   | 8         | -                                    | -                                                          | -                |
| 후지무라 나츠키   | 藤村菜月     | -            | 2016년 4월 3일   | 8         | -                                    | -                                                          | -                |
| 다카하시 미나미   | 高橋みなみ   | 1기          | 2016년 4월 8일   | A         | 프로덕션 오기 업무 제휴 : Mama & Son | 개인활동중                                                 | 4위              |
| 다카죠 아키       | 高城亜樹     | 6기          | 2016년 5월 1일   | K         | Is.field                             | 개인활동중                                                 | 12위             |
| 나가오 마리야     | 永尾まりや   | 9기          | 2016년 5월 1일   | K         | 어 빙                                | 개인활동중                                                 | 35위             |
| 야마모토 아이     | 山本亜依     | -            | 2016년 5월 7일   | 8         | 블루 베어 하우스                     | 개인활동중                                                 | -                |
| 이와타 카렌       | 岩田華怜     | 12기         | 2016년 5월 21일  | A         | 호리프로                             | 개인활동중                                                 | -                |
| 이와사 미사키     | 岩佐美咲     | 7기          | 2016년 5월 21일  | B         | 나가라 프로덕션                      | 개인활동중                                                 | 33위             |
| 야마모토 사야카   | 山本彩       | -            | 2016년 5월 26일  | K         | Showtitle                            | 개인활동중                                                 | 6위              |
| 이시다 하루카     | 石田晴香     | 5기          | 2016년 6월 5일   | K         | 호리프로                             | 개인활동중                                                 | 27위             |
| 와타나베 미유키   | 渡辺美優紀   | -            | 2016년 8월 9일   | B         | roundcell                            | 개인활동중                                                 | 12위             |
| 히라타 리나       | 平田梨奈     | 12기         | 2016년 8월 24일  | A         | 던틀                                 | 개인활동중                                                 | -                |
| 마에다 아미       | 前田亜美     | 7기          | 2016년 8월 29일  | A         | 오스카 프로모션                      | 개인활동중                                                 | 37위             |
| 키타 레이나       | 北玲名       | -            | 2016년 10월 8일  | 8         | -                                    | -                                                          | -                |
| 콘도 모에리       | 近藤萌恵里   | -            | 2016년 10월 8일  | 8         | -                                    | -                                                          | -                |
| 오가사와라 마유   | 小笠原茉由   | -            | 2016년 12월 24일 | A         | -                                    | -                                                          | 54위             |
| 시마자키 하루카   | 島崎遥香     | 9기          | 2016년 12월 31일 | A         | 빅 애플                              | 개인활동중                                                 | 7위              |
| 요시노 미유       | 吉野未優     | -            | 2017년 1월 29일  | 8         | -                                    | -                                                          | -                |
| 오오와다 나나     | 大和田南那   | 15기         | 2017년 3월 18일  | A         | OOO Entertainment                    | 개인활동중                                                 | 62위             |
| 아이가사 모에     | 相笠萌       | 13기         | 2017년 3월 21일  | K         | -                                    | -                                                          | -                |
| 우메타 아야노     | 梅田綾乃     | 13기         | 2017년 3월 22일  | B         | -                                    | 개인활동중/현예명 : 시미즈 아야노 (清水綾乃)               | -                |
| 니시노 미키       | 西野未姫     | 14기         | 2017년 3월 27일  | 4         | TWIN PLANET                          | 개인활동중                                                 | 61위             |
| 나카무라 마리코   | 中村麻里子   | 9기          | 2017년 3월 30일  | A         | 신에이V                              | 2017년 6월부터 선 TV의 계약 아나운서로 입사                | -                |
| 코지마 하루나     | 小嶋陽菜     | 1기          | 2017년 4월 19일  | A         | 프로덕션 오기 업무 제휴 : Mama & Son | 개인활동중                                                 | 6위              |
| 나카타 치사토     | 中田ちさと   | 4기          | 2017년 4월 24일  | K         | -                                    | -                                                          | 37위             |
| 후쿠치 레나       | 福地礼奈     | -            | 2017년 5월 13일  | 8         | -                                    | -                                                          | -                |
| 요코시마 아에리   | 横島亜衿     | 드래프트 1기 | 2017년 6월 5일   | B         | A.M.Entertainment                    | 개인활동중                                                 | -                |
| 오오시마 료카     | 大島涼花     | 13기         | 2017년 6월 8일   | B         | Candee                               | 개인활동중                                                 | 32위             |
| 스즈키 마리야     | 鈴木まりや   | 7기          | 2017년 6월 10일  | K         | 플레이브 엔터테인먼트                | 개인활동중                                                 | -                |
| 오카다 아야카     | 岡田彩花     | 13기         | 2017년 6월 22일  | 4         | 쇼치쿠 예능                          | 개인활동중                                                 | 57위             |
| 타니 유리         | 谷優里       | -            | 2017년 6월 24일  | 8         | -                                    | -                                                          | -                |
| 이즈타 리나       | 伊豆田莉奈   | 10기         | 2017년 7월 1일   | 4         | Superball                            | 개인활동중                                                 | -                |
| 하마마츠 리오나   | 濱松里緒菜   | -            | 2017년 7월 2일   | 8         | NO.1 MEDIA(넘버원 미디어)            | 한국과 일본에서 데뷔 준비중인 8인조 걸그룹 파시걸스의 멤버 | -                |
| 다나베 미쿠       | 田名部生来   | 3기          | 2017년 7월 23일  | B         | 옴니아                               | 개인활동중                                                 | 71위             |
| 아베 메이         | 阿部芽唯     | -            | 2017년 8월 20일  | 8         | -                                    | -                                                          | -                |
| 키자키 유리아     | 木﨑ゆりあ   | -            | 2017년 9월 30일  | B         | am                                   | 개인활동중 아사이 유카(SKE48 팀E)의 고종사촌언니           | 22위             |
| 시마다 하루카     | 島田晴香     | 9기          | 2017년 11월 13일 | K         | 플레이브 엔터테인먼트                | 개인활동중                                                 | -                |
| 아베 마리아       | 阿部マリア   | 10기         | 2017년 11월 30일 | K         | WalkGame Corp(Camerabay)             | 개인활동중                                                 | -                |
| 와타나베 마유     | 渡辺麻友     | 3기          | 2017년 12월 31일 | B         | -                                    | -                                                          | 1위              |
| 이이노 미야비     | 飯野雅       | 15기         | 2018년 1월 22일  | 4         | YMN                                  | 개인활동중                                                 | -                |
| 모기 카스미       | 舞木香純     | -            | 2018년 2월 17일  | 8         | -                                    | -                                                          | -                |
| 히로세 나츠키     | 廣瀬なつき   | -            | 2018년 3월 10일  | 8         | -                                    | -                                                          | -                |
| 하야사카 츠무기   | 早坂つむぎ   | -            | 2018년 4월 20일  | 8/A       | -                                    | -                                                          | -                |
| 코다마 하루카     | 兒玉遥       | -            | 2018년 5월 15일  | K         | 에이벡스 아스나로 컴퍼니             | 개인활동중                                                 | 9위              |
| 시로마 미루       | 白間美瑠     | -            | 2018년 5월 16일  | A         | 주식회사 Fcontinue                   | 개인활동중                                                 | 12위             |
| 미야와키 사쿠라   | 宮脇咲良     | -            | 2018년 5월 16일  | A         | 쏘스뮤직 / A.M.Entertainment         | 현 LE SSERAFIM 멤버                                        | 4위              |
| 키타가와 료하     | 北川綾巴     | -            | 2018년 5월 18일  | 4         | GARO 주식회사                        | 개인활동중                                                 | 64위             |
| 시부야 나기사     | 渋谷凪咲     | -            | 2018년 5월 18일  | 4         | -                                    | -                                                          | 56위             |
| 토모나가 미오     | 朝長美桜     | -            | 2018년 5월 18일  | 4         | TWIN PLANET                          | 개인활동중                                                 | 21위             |
| 야부키 나코       | 矢吹奈子     | -            | 2018년 5월 28일  | B         | TWIN PLANET                          | 개인활동중                                                 | 28위             |
| 시모아오키 카린   | 下青木香鈴   | -            | 2018년 8월 10일  | 8/A       | -                                    | -                                                          | -                |
| 코지마 나츠키     | 小嶋菜月     | 11기         | 2018년 8월 12일  | B         | 핏트                                 | 개인활동중                                                 | -                |
| 타노 유카         | 田野優花     | 12기         | 2018년 8월 12일  | K         | 센트럴                               | 개인활동중                                                 | 38위             |
| 야구치 모카       | 谷口もか     | -            | 2018년 11월 4일  | 8/K       | -                                    | -                                                          | -                |
| 오오카와 리오     | 大川莉央     | 15기         | 2018년 12월 3일  | 4         | -                                    | -                                                          | -                |
| 후지타 나나       | 藤田奈那     | 10기         | 2019년 1월 7일   | K         | ACT JP 엔터테인먼트                  | 개인활동중                                                 | -                |
| 쵸 쿠레나         | 長久玲奈     | -            | 2019년 2월 2일   | 8/A       | TWIN PLANET                          | 개인활동중                                                 | -                |
| 타야 미사키       | 田屋美咲     | 16기         | 2019년 4월 7일   | 4         | -                                    | -                                                          | -                |
| 노다 히나노       | 野田陽菜乃   | -            | 2019년 5월 5일   | 8/4       | -                                    | -                                                          | -                |
| 노자와 레나       | 野澤玲奈     | -            | 2019년 5월 6일   | K         | -                                    | -                                                          | -                |
| 다카하시 쥬리     | 高橋朱里     | 12기         | 2019년 5월 6일   | B         | UI                                   | 전 로켓펀치 멤버 전예명:쥬리                               | 11위             |
| 타케우치 미유     | 竹内美宥     | 9기          | 2019년 5월 6일   | B         | -                                    | -                                                          | -                |
| 코지마 마코       | 小嶋真子     | 14기         | 2019년 5월 12일  | K         | 선 뮤직 프로덕션                     | 개인활동중                                                 | 19위             |
| 요코미치 유리     | 横道侑里     | -            | 2019년 5월 18일  | 8/K       | -                                    | -                                                          | -                |
| 히토미 코토네     | 人見古都音   | -            | 2019년 5월 20일  | 8/A       | LUGZ ENTERTAINMENT                   | 개인활동중                                                 | -                |
| 나카노 이쿠미     | 中野郁海     | -            | 2019년 5월 30일  | 8/K       | 엘리게이터                           | 개인활동중                                                 | 85위             |
| 타니카와 히지리   | 谷川聖       | -            | 2019년 5월 31일  | 8/A       | -                                    | -                                                          | 96위             |
| 사토 시오리       | 佐藤栞       | -            | 2019년 6월 8일   | 8/B       | -                                    | -                                                          | -                |
| 야마다 나나미     | 山田菜々美   | -            | 2019년 6월 22일  | 8/K       | -                                    | -                                                          | 95위             |
| 이토 키라라       | 伊藤きらら   | -            | 2019년 8월 12일  | 8         | -                                    | -                                                          | -                |
| 고토 모에         | 後藤萌咲     | 드래프트 1기 | 2019년 8월 13일  | A         | TWIN PLANET                          | 개인활동중                                                 | 65위             |
| 사토 나나미       | 佐藤七海     | -            | 2019년 9월 30일  | 8/4       | 핏트                                 | 개인활동중                                                 | -                |
| 테라다 미사키     | 寺田美咲     | -            | 2019년 10월 13일 | 8/K       | -                                    | -                                                          | -                |
| 히와타시 유이     | 樋渡結依     | 드래프트 2기 | 2019년 11월 28일 | B         | 스페이스 크래프트                    | 개인활동중                                                 | 73위             |
| 오오타 나오       | 太田奈緒     | -            | 2019년 12월 20일 | 8/B       | 에이벡스 아스나로 컴퍼니             | 개인활동중                                                 | 62위             |
| 야하기 모에카     | 矢作萌夏     | 드래프트 3기 | 2020년 2월 4일   | K         | -                                    | 언니는 야하기 유키나                                       | -                |
| 야마모토 루카     | 山本瑠香     | -            | 2020년 6월 28일  | 8/B       | 센트 포스                            | 개인활동중                                                 | -                |
| 카와모토 사야     | 川本紗矢     | 드래프트 1기 | 2020년 8월 31일  | 4         | Incubation                           | 개인활동중                                                 | 27위             |
| 이노우에 미유     | 井上美優     | -            | 2020년 9월 24일  | 8         | -                                    | -                                                          | -                |
| 시오바라 카린     | 塩原香凜     | -            | 2020년 9월 24일  | 8         | -                                    | -                                                          | -                |
| 누노야 리루       | 布谷梨琉     | -            | 2020년 9월 24일  | 8         | -                                    | -                                                          | -                |
| 타츠야 마키호     | 達家真姫宝   | 15기         | 2020년 12월 11일 | 4         | -                                    | -                                                          | -                |
| 릿센 아이리       | 立仙愛理     | -            | 2021년 2월 28일  | 8         | 토이피아                             | 개인활동중/동생은 릿센 모모카 (STU48)                      | -                |
| 하세가와 모모카   | 長谷川百々花 | -            | 2021년 3월 26일  | 8         | Mama & Son                           | 개인활동중                                                 | -                |
| 사토 아카리       | 佐藤朱       | -            | 2021년 3월 29일  | 8/B       | -                                    | -                                                          | 118위            |
| 마에다 아야카     | 前田彩佳     | 16기         | 2021년 3월 31일  | A         | -                                    | -                                                          | -                |
| 마츠무라 미쿠     | 松村美紅     | -            | 2021년 4월 30일  | 8         | -                                    | -                                                          | -                |
| 혼다 소라         | 本田そら     | 드래프트 3기 | 2021년 5월 27일  | A         | -                                    | -                                                          | -                |
| 미네기시 미나미   | 峯岸みなみ   | 1기          | 2021년 5월 29일  | K         | 프로덕션 오기 업무 제휴 : Mama & Son | 개인활동중                                                 | 14위             |
| 카마치 유키나     | 蒲地志奈     | -            | 2021년 6월 30일  | 8         | -                                    | -                                                          | -                |
| 미야자토 리라     | 宮里莉羅     | -            | 2021년 7월 28일  | 8/4       | -                                    | -                                                          | -                |
| 오노우에 미즈키   | 尾上美月     | -            | 2021년 7월 31일  | 8         | UUUM                                 | 개인활동중                                                 | -                |
| 스즈키 유카       | 鈴木優香     | -            | 2021년 9월 28일  | 8         | -                                    | -                                                          | -                |
| 혼마 마이         | 本間麻衣     | 16기         | 2021년 10월 1일  | 4         | -                                    | -                                                          | -                |
| 하루모토 유키     | 春本ゆき     | -            | 2021년 10월 24일 | 8/K       | -                                    | -                                                          | -                |
| 요코야마 유이     | 横山結衣     | -            | 2021년 11월 30일 | 8/K       | 充s                                  | 개인활동중/팀A 요코야마 유이와 동명이인                    | -                |
| 요코야마 유이     | 横山由依     | 9기          | 2021년 12월 9일  | A         | 오오타 프로덕션                      | 개인활동중/팀8 요코야마 유이와 동명이인 유튜버             | 6위              |
| 오오야 시즈카     | 大家志津香   | 4기          | 2021년 12월 29일 | B         | 와타나베 엔터테인먼트                | 개인활동중                                                 | 29위             |
| 카토 레나         | 加藤玲奈     | 10기         | 2022년 2월 20일  | A         | Mama & Son                           | 개인활동중                                                 | 21위             |
| 다키타 카요코     | 田北香世子   | 드래프트 1기 | 2022년 2월 27일  | B         | -                                    | -                                                          | -                |
| 이리야마 안나     | 入山杏奈     | 10기         | 2022년 3월 17일  | A         | 오오타 프로덕션                      | 개인활동중                                                 | 14위             |
| 후루카와 나즈나   | 古川夏凪     | 드래프트 3기 | 2022년 3월 21일  | A         | -                                    | -                                                          | -                |
| 쿠라모토 미유우   | 蔵本美結     | 드래프트 3기 | 2022년 3월 23일  | 4         | -                                    | -                                                          | -                |
| 오쿠모토 히나노   | 奥本陽菜     | -            | 2022년 3월 24일  | 8/A       | -                                    | -                                                          | -                |
| 야스다 카나       | 安田叶       | 16기         | 2022년 3월 25일  | K         | -                                    | -                                                          | -                |
| 쿠보 사토네       | 久保怜音     | 드래프트 2기 | 2022년 3월 28일  | B         | -                                    | -                                                          | 47위             |
| 니시카와 레이     | 西川怜       | 드래프트 2기 | 2022년 3월 30일  | A         | -                                    | -                                                          | -                |
| 미야자키 미호     | 宮崎美穂     | 5기          | 2022년 4월 15일  | A         | 호리프로                             | 개인활동중                                                 | 18위             |
| 후쿠도메 미츠호   | 福留光帆     | -            | 2022년 7월 31일  | 8/B       | 스페이스 크래프트                    | 개인활동중                                                 | -                |
| 미토모 마시로     | 御供茉白     | -            | 2022년 12월 24일 | 8/A       | -                                    | -                                                          | -                |
| 이나가키 카오리   | 稲垣香織     | 16기         | 2022년 12월 27일 | B         | -                                    | -                                                          | -                |
| 무토 토무         | 武藤十夢     | 12기         | 2023년 3월 8일   | K         | 이쿠시마 기획실                      | 개인활동중                                                 | 7위              |
| 나가노 메구미     | 永野恵       | 드래프트 3기 | 2023년 3월 22일  | B         | -                                    | -                                                          | -                |
| 오카다 나나       | 岡田奈々     | 14기         | 2023년 4월 2일   | A         | 에이벡스 아스나로 컴퍼니             | 개인활동중                                                 | 5위              |
| 하마 사유나       | 濱咲友菜     | -            | 2023년 4월 30일  | 8/K       | -                                    | -                                                          | -                |
| 히라노 히카루     | 平野ひかる   | -            | 2023년 4월 30일  | 8/B       | -                                    | -                                                          | -                |
| 후지조노 레이     | 藤園麗       | -            | 2023년 5월 17일  | B         | ING                                  | 개인활동중                                                 | -                |
| 코바야시 란       | 小林蘭       | 드래프트 3기 | 2023년 5월 21일  | K         | -                                    | 현 Nü FEEL. 멤버                                           | -                |
| 핫토리 유나       | 服部有菜     | -            | 2023년 5월 31일  | K         | -                                    | -                                                          | -                |
| 우타다 하츠카     | 歌田初夏     | -            | 2023년 7월 30일  | 4         | -                                    | -                                                          | -                |
| 히다리토모 아야카 | 左伴彩佳     | -            | 2023년 7월 31일  | B         | -                                    | -                                                          | -                |
| 시미즈 마리아     | 清水麻璃亜   | -            | 2023년 8월 1일   | A         | 센트럴                               | 개인활동중                                                 | -                |
| 사카구치 나기사   | 坂口渚沙     | -            | 2023년 8월 5일   | B         | -                                    | -                                                          | 47위             |
| 이시와타 세나     | 石綿星南     | 드래프트 3기 | 2023년 8월 7일   | B         | -                                    | -                                                          | -                |
| 카와하라 미사키   | 川原美咲     | -            | 2023년 8월 11일  | 4         | -                                    | -                                                          | -                |
| 오오모리 미유     | 大森美優     | 12기         | 2023년 8월 21일  | 4         | -                                    | -                                                          | 67위             |
| 요시카와 나나세   | 吉川七瀬     | -            | 2023년 8월 24일  | 4         | 센트 포스                            | 개인활동중                                                 | -                |
| 나카니시 치요리   | 中西智代梨   | -            | 2023년 8월 28일  | A         | TRUSTAR                              | 개인활동중/유튜버                                          | 91위             |
| 다카오카 카오루   | 高岡薫       | -            | 2023년 8월 29일  | 4         | R-UP                                 | 개인활동중                                                 | -                |
| 이치카와 마나미   | 市川愛美     | 15기         | 2023년 8월 31일  | K         | -                                    | -                                                          | 115위            |
| 키타자와 사키     | 北澤早紀     | 13기         | 2023년 9월 5일   | B         | 토키 엔터테인먼트                    | 개인활동중                                                 | -                |
| 오쿠하라 히나코   | 奥原妃奈子   | -            | 2023년 9월 8일   | K         | -                                    | -                                                          | -                |
| 타다 쿄카         | 多田京加     | 드래프트 3기 | 2023년 9월 10일  | 4         | -                                    | -                                                          | -                |
| 미치에다 사키     | 道枝咲       | 16기         | 2023년 9월 14일  | A         | 아스터 오피스                        | 개인활동중                                                 | -                |
| 사토 키아라       | 佐藤妃星     | 15기         | 2023년 9월 17일  | 4         | -                                    | 동생은 사토 아이리 (17기)                                  | -                |
| 요시다 카렌       | 吉田華恋     | -            | 2023년 10월 1일  | 4         | -                                    | -                                                          | -                |
| 야마베 아유       | 山邊歩夢     | 드래프트 2기 | 2023년 10월 28일 | 정        | -                                    | 언니는 야마베 미유 (도쿄여자류)                            | -                |
| 유모토 아미       | 湯本亜美     | 15기         | 2023년 10월 30일 | 정        | style office                         | 구 팀K                                                     | -                |
| 오카다 리나       | 岡田梨奈     | 드래프트 3기 | 2023년 10월 31일 | 정        | -                                    | -                                                          | -                |
| 야마다 쿄카       | 山田杏華     | -            | 2023년 12월 26일 | 정        | -                                    | -                                                          | -                |
| 요시하시 유즈카   | 吉橋柚花     | 드래프트 3기 | 2023년 12월 29일 | 정        | -                                    | -                                                          | -                |
| 사이토 하루나     | 齋藤陽菜     | 드래프트 3기 | 2024년 1월 10일  | 정        | -                                    | -                                                          | -                |
| 모기 시노부       | 茂木忍       | 13기         | 2024년 1월 19일  | 정        | 充s                                  | 개인활동중                                                 | 47위             |
| 오오타케 히토미   | 大竹ひとみ   | 드래프트 3기 | 2024년 1월 21일  | 정        | -                                    | -                                                          | -                |
| 혼다 히토미       | 本田仁美     | -            | 2024년 1월 28일  | 정        | iNKODE                               | 현 SAY MY NAME 멤버                                        | 82위             |
| 아사이 나나미     | 浅井七海     | 16기         | 2024년 1월 31일  | 정        | StarRise                             | -                                                          | -                |
| 시노자키 아야나   | 篠崎彩奈     | 13기         | 2024년 2월 10일  | 정        | OMG                                  | 개인활동중                                                 | 94위             |
| 오오니시 모모카   | 大西桃香     | -            | 2024년 2월 15일  | 정        | 엘리게이터                           | 개인활동중                                                 | 38위             |
| 마자링            | 馬嘉伶       | -            | 2024년 2월 20일  | 정        | CANVAS                               | 개인활동중                                                 | 97위             |
| 사사키 유카리     | 佐々木優佳里 | 12기         | 2024년 2월 23일  | 정        | STROBO AGENCY                        | 개인활동중                                                 | 38위             |
| 시모구치 히나나   | 下口ひなな   | 드래프트 1기 | 2024년 2월 25일  | 정        | office minimi                        | 개인활동중                                                 | -                |
| 오카베 린         | 岡部麟       | -            | 2024년 4월 4일   | 정        | 호리프로                             | 개인활동중                                                 | 58위             |
| 오다 에리나       | 小田えりな   | -            | 2024년 4월 23일  | 정        | YKAgent                              | 개인활동중                                                 | 60위             |
| 카시와기 유키     | 柏木由紀     | 3기          | 2024년 4월 30일  | 정        | 와타나베 엔터테인먼트                | 개인활동중/유튜버                                          | 49위             |
| 타니구치 메구     | 谷口めぐ     | 15기         | 2024년 5월 30일  | 정        | A.M.Entertainment                    | 개인활동중                                                 | 33위             |
| 교텐 유리나       | 行天優莉奈   | -            | 2024년 5월 31일  | 정        | DRELLA                               | KLP48에 이적                                               | -                |
| 쿠로스 하루카     | 黒須遥香     | 16기         | 2024년 5월 31일  | 정        | 48 Entertainment                     | KLP48에 이적                                               | -                |
| 야마네 스즈하     | 山根涼羽     | 16기         | 2024년 5월 31일  | 정        | 48 Entertainment                     | KLP48에 이적                                               | -                |
| 사토 미나미       | 佐藤美波     | 16기         | 2024년 7월 1일   | 정        | -                                    | -                                                          | -                |
| 코하마 코코네     | 小濱心音     | 17기         | 2024년 9월 30일  | 정        | -                                    | -                                                          | -                |
| 코미야마 하루카   | 込山榛香     | 15기         | 2025년 2월 28일  | 정        | 딥 스킬                              | 개인활동중                                                 | 21위             |
| 무라야마 유이리   | 村山彩希     | 13기         | 2025년 6월 15일  | 정        | 에이벡스 아스나로 컴퍼니             | 개인활동중                                                 | -                |

### 연구 · 후보생
| 이름                 | 일본어 표기        | 가입기       | 졸업 일시         | 현 소속 사무소                                              | 졸업/사퇴 | 비고                                                                    | 총선거 최고 순위 |
| -------------------- | ------------------ | ------------ | ----------------- | ----------------------------------------------------------- | --------- | ----------------------------------------------------------------------- | ---------------- |
| 이소 레이나          | 磯怜奈             | 3기 (후보)   | 2006년 12월 19일  | -                                                           | 사퇴      | -                                                                       | -                |
| 오오츠카 아키        | 大塚亜季           | 3기 (후보)   | 2006년 12월 19일  | -                                                           | 사퇴      | -                                                                       | -                |
| 사카타 료            | 坂田涼             | 3기 (후보)   | 2006년 12월 19일  | -                                                           | 사퇴      | -                                                                       | -                |
| 후지시마 마리아치카  | 藤島マリアチカ     | 3기 (후보)   | 2006년 12월 19일  | 포세이돈 Ent. EAST HOUSE                                    | 사퇴      | 개인활동중/현예명 : マリアチカ 마리아치카[*] 플레이아데스 마리에의 멤버 | -                |
| 호리에 미나          | 堀江聖夏           | 3기 (후보)   | 2006년 12월 19일  | 세인트포스 sprout                                           | 사퇴      | 개인활동중                                                              | -                |
| 이이누마 유리나      | 飯沼友里奈         | 4기          | 2007년 11월 15일  | -                                                           | 사퇴      | -                                                                       | -                |
| 카네코 사토미        | 金子智美           | 4기          | 2007년 11월 15일  | 아리아 프로모션 보관됨 2017-04-20 - 웨이백 머신             | 사퇴      | 개인활동중 현예명 : 金子さとみ 카네코 사토미[*]                         | -                |
| 코즈카 리나          | 小塚里菜           | 4기          | 2007년 11월 15일  | -                                                           | 사퇴      | -                                                                       | -                |
| 요시오카 사키        | 吉岡沙葵           | 4기          | 2007년 11월 15일  | -                                                           | 사퇴      | -                                                                       | -                |
| 와타나베 마리에      | 渡辺茉莉絵         | 4기          | 2007년 11월 15일  | DokumoCafe                                                  | 사퇴      | -                                                                       | -                |
| 데구치 아키          | 出口陽             | 4기          | 2007년 11월 26일  | 크로커다일                                                  | 졸업      | 개인활동중 현예명 : aki 아키[*]                                         | -                |
| 야마다 미즈키        | 山田みずき         | 5기          | 2007년 12월 8일   | -                                                           | 사퇴      | -                                                                       | -                |
| 니시자와 사라        | 西澤沙羅           | 6기          | 2008년 7월 31일   | -                                                           | 사퇴      | -                                                                       | -                |
| 나카니시 유카        | 中西優香           | 4기          | 2008년 8월 26일   | 아크로스 엔터테인먼트                                       | 졸업      | 개인활동중                                                              | -                |
| 카타노 유리에        | 片野友里恵         | 6기          | 2008년 8월 31일   | -                                                           | 사퇴      | -                                                                       | -                |
| 이시구로 레미        | 石黒莉美           | 7기          | 2009년 1월 16일   | -                                                           | 사퇴      | 개인활동중/본명 : 前田莉美 마에다 레미[*]                               | -                |
| 아리마 유카          | 有馬優茄           | 5기          | 2009년 1월 19일   | -                                                           | 졸업      | -                                                                       | -                |
| 스즈키 나에          | 鈴木菜絵           | 4기          | 2009년 1월 19일   | (LIFE MUSIC ARTS CORP.)                                     | 졸업      | 개인활동중                                                              | -                |
| 토미타 마유          | 冨田麻友           | 5기          | 2009년 1월 19일   | -                                                           | 졸업      | -                                                                       | -                |
| 하탸아마 아리사      | 畑山亜梨紗         | 5기          | 2009년 1월 19일   | 토미스 아티스트 컴퍼니                                      | 졸업      | 개인활동중                                                              | -                |
| 우리야 아카네        | 瓜屋茜             | 4기          | 2009년 4월 26일   | -                                                           | 졸업      | -                                                                       | -                |
| 카토오노 미즈호      | 上遠野瑞穂         | 7기          | 2009년 6월 9일    | 아쿠아 루나 엔터테인먼트                                    | 졸업      | 개인활동중/현예명 : 愛迫みゆ 아이사코 미유[*] 아이오토메★DOLL의 멤버    | -                |
| 코마츠 미즈키        | 小松瑞希           | 8기          | 2009년 7월 14일   | -                                                           | 사퇴      | -                                                                       | -                |
| 하야시 아야노        | 林彩乃             | 7기          | 2009년 7월 18일   | 플래티넘 패스포트                                           | 사퇴      | 개인활동중/현예명 : 林あやの 하야시 아야노[*]                           | -                |
| 니시카와 나나미      | 西川七海           | 7기          | 2009년 7월 25일   | -                                                           | 사퇴      | -                                                                       | -                |
| 아사이 마도카        | 浅居円             | 8기          | 2009년 12월 4일   | N&S 프로모션                                                | 사퇴      | 개인활동중                                                              | -                |
| 이시이 아야카        | 石井彩夏           | 8기          | 2009년 12월 4일   | -                                                           | 사퇴      | -                                                                       | -                |
| 이시베 아야          | 石部郁             | 8기          | 2009년 12월 4일   | DIMENSION                                                   | 사퇴      | -                                                                       | -                |
| 카쿠 그레이스        | 郭グレース         | 8기          | 2009년 12월 4일   | -                                                           | 사퇴      | -                                                                       | -                |
| 코미즈 나나미        | 小水七海           | 8기          | 2009년 12월 4일   | -                                                           | 사퇴      | -                                                                       | -                |
| 사카모토 리오        | 坂本莉央           | 8기          | 2009년 12월 4일   | 아티스트 박스 업무 제휴 : Yell                              | 사퇴      | 개인활동중/Barbee의 멤버                                                | -                |
| 스기야마 미쿠        | 杉山未来           | 8기          | 2009년 12월 4일   | -                                                           | 사퇴      | -                                                                       | -                |
| 토미테 아미          | 冨手麻妙           | 8기          | 2009년 12월 4일   | 레전드 탤런트 에이전시                                      | 사퇴      | 개인활동중                                                              | -                |
| 미키 니코루          | 三木にこる         | 8기          | 2009년 12월 4일   | 오피스 코튼                                                 | 사퇴      | 개인활동중                                                              | -                |
| 무라나카 사토미      | 村中聡美           | 8기          | 2009년 12월 4일   | -                                                           | 사퇴      | -                                                                       | -                |
| 이토 아야카          | 伊藤彩夏           | 9기          | 2010년 1월 6일    | -                                                           | 사퇴      | -                                                                       | -                |
| 이마이 유리에        | 今井悠理枝         | 8기          | 2010년 2월 1일    | -                                                           | 사퇴      | -                                                                       | -                |
| 이시구로 아츠키      | 石黒貴己           | 9기          | 2010년 6월 20일   | -                                                           | 졸업      | -                                                                       | 40위             |
| 키누모토 모모코      | 絹本桃子           | 9기          | 2010년 6월 20일   | -                                                           | 졸업      | -                                                                       | -                |
| 후지모토 사라        | 藤本紗羅           | 9기          | 2010년 6월 20일   | -                                                           | 졸업      | -                                                                       | -                |
| 다카마츠 에리        | 高松恵理           | 9기          | 2010년 6월 20일   | -                                                           | 사퇴      | 언니는 高松あい 다카마츠 아이[*]                                        | -                |
| 우에키 아사카        | 植木あさ香         | 8기          | 2010년 7월 6일    | -                                                           | 사퇴      | 개인활동중/코스믹☆클럽의 멤버                                           | -                |
| 이와사키 히토미      | 岩崎仁美           | 10기         | 2010년 10월 5일   | -                                                           | 졸업      | -                                                                       | -                |
| 사노 유리코          | 佐野友里子         | 8기          | 2010년 10월 5일   | 아쿠아 루나 엔터테인먼트                                    | 졸업      | 개인활동중/아이오토메★DOLL의 멤버                                       | -                |
| 토요다 사키          | 豊田早姫           | 11기         | 2010년 10월 23일  | 스파이럴 Ent.                                               | 사퇴      | -                                                                       | -                |
| 오카자키 치나미      | 岡﨑ちなみ         | 11기         | 2010년 10월 27일  | TWIN PLANET                                                 | 사퇴      | 개인활동중/현예명:ちなみ 치나미[*]                                      | -                |
| 카와카미 마리나      | 川上麻里奈         | 11기         | 2010년 12월 3일   | -                                                           | 사퇴      | -                                                                       | -                |
| 카나자와 유키        | 金沢有希           | 10기         | 2011년 2월 20일   | 에이벡스 매니지먼트                                         | 사퇴      | 개인활동중/현예명 : 金澤有希 GEM의 멤버                                 | -                |
| 우시쿠보 사라        | 牛窪紗良           | 11기         | 2011년 6월 19일   | -                                                           | 사퇴      | -                                                                       | -                |
| 야마구치 나우        | 山口菜有           | 11기         | 2011년 6월 19일   | -                                                           | 사퇴      | -                                                                       | -                |
| 스즈키 리카          | 鈴木里香           | 12기         | 2012년 3월 31일   | -                                                           | 사퇴      | -                                                                       | -                |
| 아메미야 마이카      | 雨宮舞夏           | 13기         | 2012년 8월 5일    | -                                                           | 졸업      | -                                                                       | -                |
| 키타 시오리          | 北汐莉             | 13기         | 2012년 8월 5일    | -                                                           | 졸업      | -                                                                       | -                |
| 하세가와 하루나      | 長谷川晴奈         | 13기         | 2012년 8월 5일    | -                                                           | 졸업      | -                                                                       | -                |
| 모리야마 사쿠라      | 森山さくら         | 13기         | 2012년 8월 5일    | -                                                           | 졸업      | -                                                                       | -                |
| 와타나베 네네        | 渡邊寧々           | 13기         | 2012년 8월 5일    | -                                                           | 졸업      | -                                                                       | -                |
| 사이드 요코타 에레나 | サイード横田絵玲奈 | 12기         | 2012년 10월 6일   | CUTE 업무 제휴 : H.IDL .inc 보관됨 2015-08-16 - 웨이백 머신 | 사퇴      | 개인활동중                                                              | -                |
| 에구치 아이미        | 江口愛実           | 12.5기       | 2013년 5월 8일    | -                                                           | 졸업      | CG 합성에 의한 비쥬얼 아이돌                                            | -                |
| 노구치 나나미        | 野口菜々美         | 16기         | 2017년 3월 31일   | -                                                           | 졸업      | -                                                                       | -                |
| 다카하시 키라        | 高橋希良           | 드래프트 2기 | 2017년 4월 11일   | 시티 리듬                                                   | 졸업      | 개인활동중                                                              | -                |
| 노무라 나오          | 野村奈央           | 드래프트 2기 | 2017년 8월 13일   | 플레이브 엔터테인먼트                                       | 졸업      | 개인활동중 동생은 노무라 미요 (SKE48 팀S)                               | -                |
| 하라사와 오토히      | 原澤音妃           | 드래프트 3기 | 2018년 8월 22일   | -                                                           | 졸업      | -                                                                       | -                |
| 카미야마 리호        | 神山莉穂           | 드래프트 3기 | 2018년 10월 20일  | -                                                           | 사퇴      | -                                                                       | -                |
| 쇼지 나기사          | 庄司なぎさ         | 16기         | 2018년 11월 4일자 | 아소비시스템                                                | 졸업      | 개인활동중 현 SWEET STEADY 멤버                                         | -                |
| 우메모토 이즈미      | 梅本和泉           | 16기         | 2018년 11월 25일  | -                                                           | 사퇴      | -                                                                       | -                |
| 하리마 나나미        | 播磨七海           | 16기         | 2019년 5월 11일   | -                                                           | 사퇴      | -                                                                       | -                |
| 카츠마타 사오리      | 勝又彩央里         | 드래프트 3기 | 2019년 6월 28일   | 스프라운드                                                  | 사퇴      | 개인활동중                                                              | -                |
| 사토 시오리          | 佐藤詩識           | 드래프트 3기 | 2019년 11월 27일  | -                                                           | 사퇴      | -                                                                       | -                |
| 스에나가 유즈키      | 末永祐月           | 드래프트 3기 | 2020년 11월 30일  | -                                                           | 사퇴      | -                                                                       | -                |
| 하세가와 니이나      | 長谷川新奈         | 17기         | 2022년 8월 28일   | -                                                           | 사퇴      | -                                                                       | -                |

### 유학생
| 이름                           | 일본어 표기                      | 가입기 | 재적 기간                   | 현 소속 사무소 | 비고         |
| ------------------------------ | -------------------------------- | ------ | --------------------------- | -------------- | ------------ |
| 스테파니 니프리시라 인다토풋리 | Stephanie Pricilla Indarto Putri | -      | 2018년 9월 18일 ~ 10월 15일 | JKT48 Project  | JKT48 팀J    |
| 피모라팟 파둥와타나촉          | พิมรภัส ผดุงวัฒนะโชค                 | -      | 2018년 9월 18일 ~ 10월 15일 | BNK48 OFFICE   | BNK48 팀BIII |

### 바이트 AKB
| 이름            | 일본어 표기  | 계약만료일      | 현 소속 사무소       | 비고                                       |
| --------------- | ------------ | --------------- | -------------------- | ------------------------------------------ |
| 아카사카 미사키 | 赤坂美咲     | 2015년 2월 28일 | -                    | -                                          |
| 아베 카나무     | 阿部叶夢     | 2015년 2월 28일 | -                    | -                                          |
| 아라키 미나미   | 荒木実波     | 2015년 2월 28일 | -                    | -                                          |
| 아라키 린카     | 荒木琳袈     | 2015년 2월 28일 | -                    | -                                          |
| 이이쿠라 사아리 | 飯倉早織     | 2015년 2월 28일 | -                    | -                                          |
| 이쿠타 유우카   | 生田優香     | 2015년 2월 28일 | 프로덕션 히트        | 개인활동중                                 |
| 이다 유키       | 伊田有紀     | 2015년 2월 28일 | -                    | -                                          |
| 잇시키 레나     | 一色嶺奈     | 2015년 2월 28일 | -                    | 전 SKE48 팀S                               |
| 우메자와 마유카 | 梅澤愛優香   | 2015년 2월 28일 | 신데렐라 프로모션    | 개인활동중                                 |
| 에비사와 메구미 | 海老沢恵美   | 2015년 2월 28일 | -                    | -                                          |
| 오노 아야노     | 大野彩乃     | 2015년 2월 28일 | -                    | -                                          |
| 오가타 하나미   | 尾形穂菜美   | 2015년 2월 28일 | 에이벡스 그룹 홀딩스 | 개인활동중                                 |
| 오기노 유카     | 荻野由佳     | 2015년 2월 28일 | 호리프로             | 개인활동중                                 |
| 카타이기 마도카 | 方伊儀まどか | 2015년 2월 28일 | -                    | -                                          |
| 카츠모타 사아리 | 勝又彩央里   | 2015년 2월 28일 | -                    | -                                          |
| 카미타니 사야   | 上谷沙弥     | 2015년 2월 28일 | 오오타 프로덕션      | 개인활동중                                 |
| 카와구치 마미   | 川口真実     | 2015년 2월 28일 | -                    | -                                          |
| 카와무라 마호   | 川村真穂     | 2015년 2월 28일 | -                    | -                                          |
| 키쿠치 토모미   | 菊地智美     | 2015년 2월 28일 | -                    | -                                          |
| 키노시타 사즈카 | 木下涼風     | 2015년 2월 28일 | -                    | -                                          |
| 키노시타 마유   | 木下真佑     | 2015년 2월 28일 | -                    | -                                          |
| 쿠사카베 아이나 | 日下部愛菜   | 2015년 2월 28일 | Flora                | 개인활동중                                 |
| 쿠라사와 아야카 | 黒沢綾佳     | 2015년 2월 28일 | -                    | -                                          |
| 코이케 유우카   | 小池優香     | 2015년 2월 28일 | -                    | -                                          |
| 코이즈미 리나   | 小泉里奈     | 2015년 2월 28일 | -                    | -                                          |
| 사이토 미나     | 齋藤梨奈     | 2015년 2월 28일 | -                    | -                                          |
| 사에키 미카     | 佐伯美香     | 2015년 2월 28일 | AKS                  | 구 4기생 현 DH 총무부 사원 겸 AKB48 스태프 |
| 사와키 사야     | 沢木沙耶     | 2015년 2월 28일 | -                    | -                                          |
| 시바타 유이     | 柴田優衣     | 2015년 2월 28일 | -                    | 전 NMB48 팀M 드래프트 연구생               |
| 스즈키 유민     | 鈴木優民     | 2015년 2월 28일 | -                    | -                                          |
| 세이지 레이나   | 清司麗菜     | 2015년 2월 28일 | Flora                | 현 NGT48 1기생                             |
| 다카기 마시로   | 髙木茉白     | 2015년 2월 28일 | -                    | -                                          |
| 다카하시 키라   | 高橋希良     | 2015년 2월 28일 | 시티 리듬            | 개인활동중                                 |
| 타케우치 미사키 | 竹内美沙樹   | 2015년 2월 28일 | -                    | -                                          |
| 치바 유메노     | 千田夢乃     | 2015년 2월 28일 | -                    | -                                          |
| 치요타 유이     | 千代田唯     | 2015년 2월 28일 | 오피스 코튼          | 개인활동중                                 |
| 나카가와 리나   | 中川里菜     | 2015년 2월 28일 | -                    | -                                          |
| 나카무라 유카   | 中村優香     | 2015년 2월 28일 | -                    | -                                          |
| 나가사카 아리사 | 長坂亜利沙   | 2015년 2월 28일 | -                    | -                                          |
| 나리마츠 미사   | 成松美沙     | 2015년 2월 28일 | -                    | -                                          |
| 니시가타 마리나 | 西潟茉莉奈   | 2015년 2월 28일 | Flora                | 현 NGT48 1기생                             |
| 후쿠이 아리사   | 福井有彩     | 2015년 2월 28일 | 에이벡스 그룹 홀딩스 | 개인활동중                                 |
| 후지에 모모코   | 藤江桃子     | 2015년 2월 28일 | -                    | -                                          |
| 마츠우라 카호   | 松浦夏穂     | 2015년 2월 28일 | -                    | -                                          |
| 마츠오카 하나   | 松岡はな     | 2015년 2월 28일 | Mercury              | 현 HKT48 팀TII                             |
| 마츠모토 노도카 | 松本和夏     | 2015년 2월 28일 | -                    | -                                          |
| 미야자키 요코   | 宮﨑美希     | 2015년 2월 28일 | -                    | -                                          |
| 메가 야코       | 女鹿椰子     | 2015년 2월 28일 | -                    | -                                          |
| 야시로 카나     | 八代嘉菜     | 2015년 2월 28일 | -                    | -                                          |
| 야마우치 아키   | 山内亜紀     | 2015년 2월 28일 | -                    | -                                          |
| 시게후지 후유카 | 繁藤冬佳     | 2016년 8월 10일 | -                    | 파루루 선발                                |
| 히노데 유카     | 日出有香     | 2016년 8월 10일 | -                    | 파루루 선발                                |

### 그 외
| 이름     | 일본어 표기      | 가입기 | 소속 사무소 | 비고 | 총선거 최고 순위 |
| -------- | ---------------- | ------ | ----------- | --- | ---------------- |
| 냥냥가면 | にゃんにゃん仮面 | ?      | ?           | 제8회 선발 총선거에 입후보한 수수께끼의 인물. 2016년 6월 18일의 개표 행사에서 정체가 코지마 하루나로 판명. | 16위             |